# 中美洲經貿辦事處
中美洲經貿辦事處，是中美洲國家駐中華民國大使於1997年向中華民國外交部與行政院經濟建設委員會提議設立，主要功能為推動基金會員國的經濟發展與促進臺灣在中美洲各國的投資商機，以加強中美洲邦交國與臺灣的商業與外交關係。自2000年7月1日起，由中美洲經濟發展基金支應營運經費，並由中華民國（臺灣）與基金協定締約國外交部长組成的董事会監督營運。

## 任務與工作項目
當前中美洲經貿辦事處配合中華民國政府政策與貝里斯以及瓜地馬拉駐中華民國大使館的需求推動業務，擬定「個別國家推廣計畫」與「區域聯合推廣計畫」兩大類的年度工作，經由董事會同意後執行。並透過參與國內外會展、舉辦說明會或推廣活動、國外考察、商洽或企業參訪、媒體宣傳等方式，媒合促進臺灣與中美洲雙邊貿易與商務交流、推動策略聯盟、協助臺商赴中美洲邦交國投資與觀光行銷推廣。

### 貿易推廣
- 組織商機考察團前往中美洲擴大採購與開發多元進口商品。
- 媒合臺灣與中美洲進出口商，協助兩地產品全球拓銷。
- 提升並推廣臺灣與中美洲間电子商务與線上商機的資訊與機會。

### 投資推廣
- 蒐集分析中美洲進出口產品項目資訊，提供國內外臺商參考。
- 舉辦投資說明會與商務洽談，強化中美洲邦交國與臺商互動。
- 推動臺商與中美洲企業技術與資本投資合作的策略聯盟，提昇中美洲產品附加價值（英语：Value added）與對國際市場出口。

### 觀光與國家形象推廣
- 舉行各項文化交流與宣傳活動，促進臺灣民眾對中美洲邦交國的瞭解與正面形象。
- 強化傳統與社群媒體行銷，提升臺灣民眾對於中美洲的好感度與風土民情等觀光資訊曝光度。
- 協助國內觀光業者提出優化與具竞争力的中美洲旅遊行程。

## 組織架構
- 主任
  - 副主任（第一組）
    - 專案經理（瓜地馬拉大使館窗口）
    - 專案經理（貝里斯大使館窗口）

  - 協理（第二組）
    - 專案經理（經貿推廣）

  - 協理（第三組）
    - 資深專案經理（互联网推廣）
    - 專案經理（網際網路推廣）

  - 協理（第四組）
    - 行政專員（行政專案事務執行）
    - 行政專員（行政專案事務執行）
    - 行政專員（行政專案事務執行）
    - 專員（公務車駕駛與維護）

### 歷任主任
- 邢瀛輝（2015年1月[7]－2017年10月）
- 溫曜禎（2017年11月[8]－2018年6月）
- 莊輝恩（2018年8月[9]－2019年8月）
- 張幼慈（2019年9月[10]－2020年10月）
- 廖鴻達（2020年10月[11]－2023年9月）
- 徐韶慧（2023年9月[6]－）

## 前參與邦交國
- 薩爾瓦多
- 尼加拉瓜
- 巴拿马（未參與《中美洲經濟發展基金協定》）

## 外部連結
- 中美洲經貿辦事處的Facebook、Twitter、Instagram、YouTube、LinkedIn
- 中美洲自由貿易協定產品網
- 中美洲經濟發展基金協定 （页面存档备份，存于）